# Hedy Altschiller
Hedy Altschiller (* 1953) ist eine deutsche Filmeditorin aus Berlin.

## Leben
Hedy Altschiller ist seit Ende der 1970er Jahre als Editorin tätig. Sie war bei mehr als 35 Fernsehproduktionen für den Schnitt verantwortlich.
Für ihre Arbeit beim Sat.1-Zweiteiler Das Wunder von Lengede wurde Altschiller 2004 für den Deutschen Kamerapreis nominiert.

## Filmografie (Auswahl)
- 1988–1991: Ein Fall für zwei (Fernsehserie, zehn Folgen)
- 1992: Wolffs Revier (Fernsehserie, elf Folgen)
- 1992: Schuld war nur der Bossa Nova
- 1994: Angst
- 1995–1996: Die Kommissarin (Fernsehserie, fünf Folgen)
- 1997: Polizeiruf 110: Der Fremde
- 1997: Polizeiruf 110: Über den Tod hinaus
- 1999: Ein großes Ding
- 1999: Verratene Freundschaft – Ein Mann wird zur Gefahr
- 2000: Tatort: Bittere Mandeln
- 2000: Tatort: Quartett in Leipzig
- 2003: Das Wunder von Lengede
- 2004: Tatort: Eine Leiche zu viel
- 2005: Tatort: Der Frauenflüsterer
- 2005: Hengstparade
- 2006: Der Untergang der Pamir
- 2008: Tatort: Müll
- 2009: Berlin 36
- 2010: Tatort: Der Fluch der Mumie
- 2010: Tatort: Klassentreffen
- 2011: Tatort: Keine Polizei
- 2012–2013: SOKO Stuttgart (Fernsehserie, fünf Folgen)
- 2013: Tatort: Summ, Summ, Summ
- 2013: Schimanski: Loverboy
- 2014: Mord mit Aussicht (Fernsehserie, vier Folgen)
- 2014: Besondere Schwere der Schuld
- 2015: Tatort: Dicker als Wasser
- 2015: 600 PS für zwei